# Nicolaes Corver
Nicolaes Corver, gedoopt als Claes Korver (gedoopt Amsterdam,16 juli 1589 – begraven aldaar, 12 september 1654) was een Amsterdamse koopman, schepen en burgemeester van Amsterdam.

## Levensloop
Hij werd geboren in Amsterdam als zoon van Jan Jansz. Corver en Nelletgen Jacobsdr. Bas. Hij werd gedoopt in de Oude Kerk in Amsterdam. In 1622 trouwde hij met Claesgen Hooft, dochter van Willem Pietersz. Hooft en Gierte Hendricksdr Haeck. Na haar overlijden hertrouwde hij in 1635 met Margaretha Bas. Zij was een dochter van Dirck Bas, uit diens eerste huwelijk met Grietje Elberts.
Corver woonde op Herengracht 252. In 1648 kocht hij hofstede Beeckestijn onder Velsen.
In 1634 was Corver regent van het Sint Jorishof. In 1646 was Corver schepen van Amsterdam. In 1650, 1652 en 1653 was Corver burgemeester van Amsterdam. Verder was hij in 1653 hoofdingeland van de Watergraafs- of Diemermeer.
Nicolaes Corver overleed in september 1654. Hij werd begraven in de Nieuwe Kerk.